# Lokomotiva 555.0153

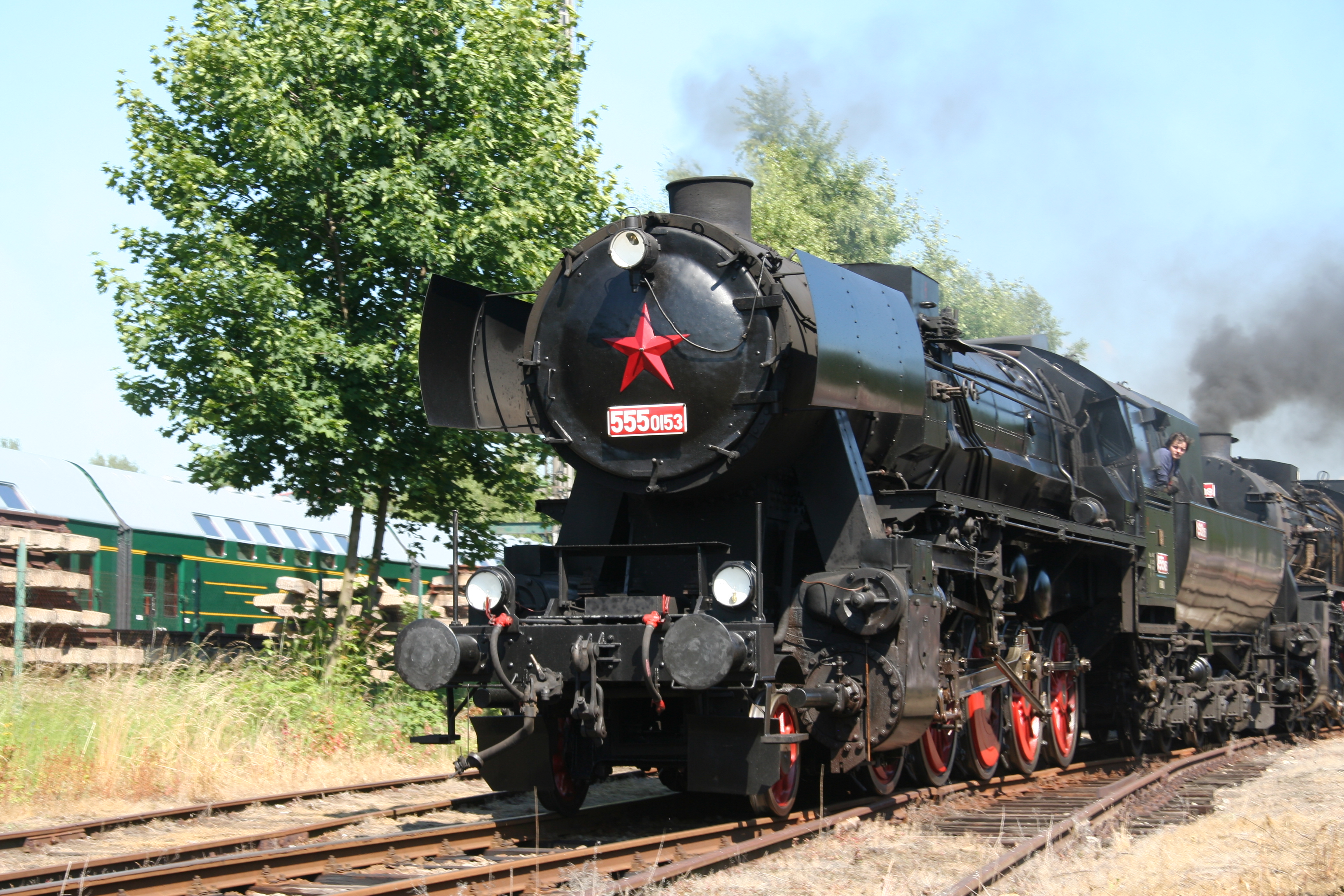
555.0153 v Lužné u Rakovníka 2012

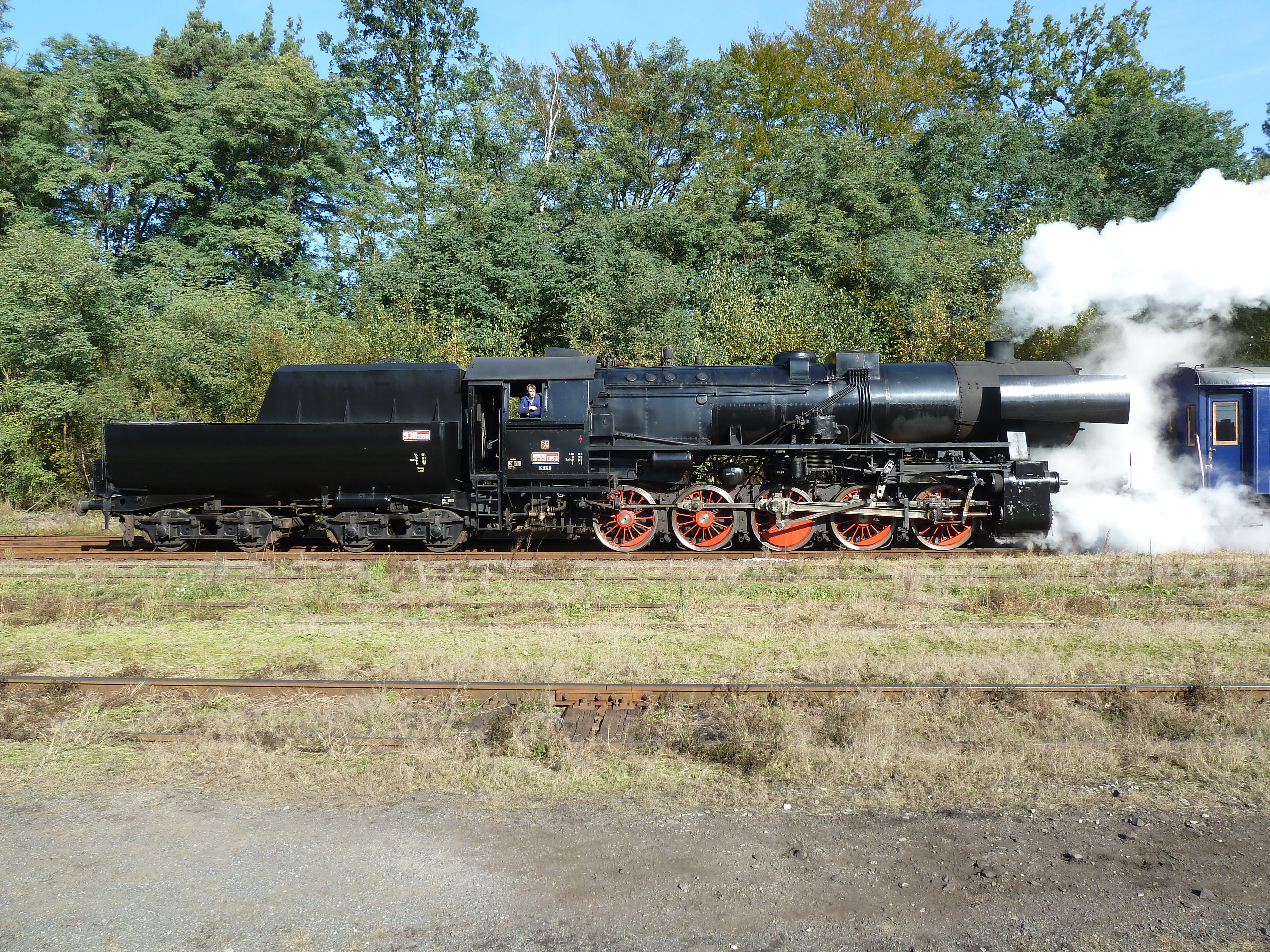
555.0153 v Lužné u Rakovníka 2011

Parní lokomotiva 555.0153 je jedna z dochovaných lokomotiv řady 555.0 (původně DRB řada 52) v Česku. Jejím majitelem je Klub historie kolejové dopravy (KHKD) a v současné době je provozní.

## Historie

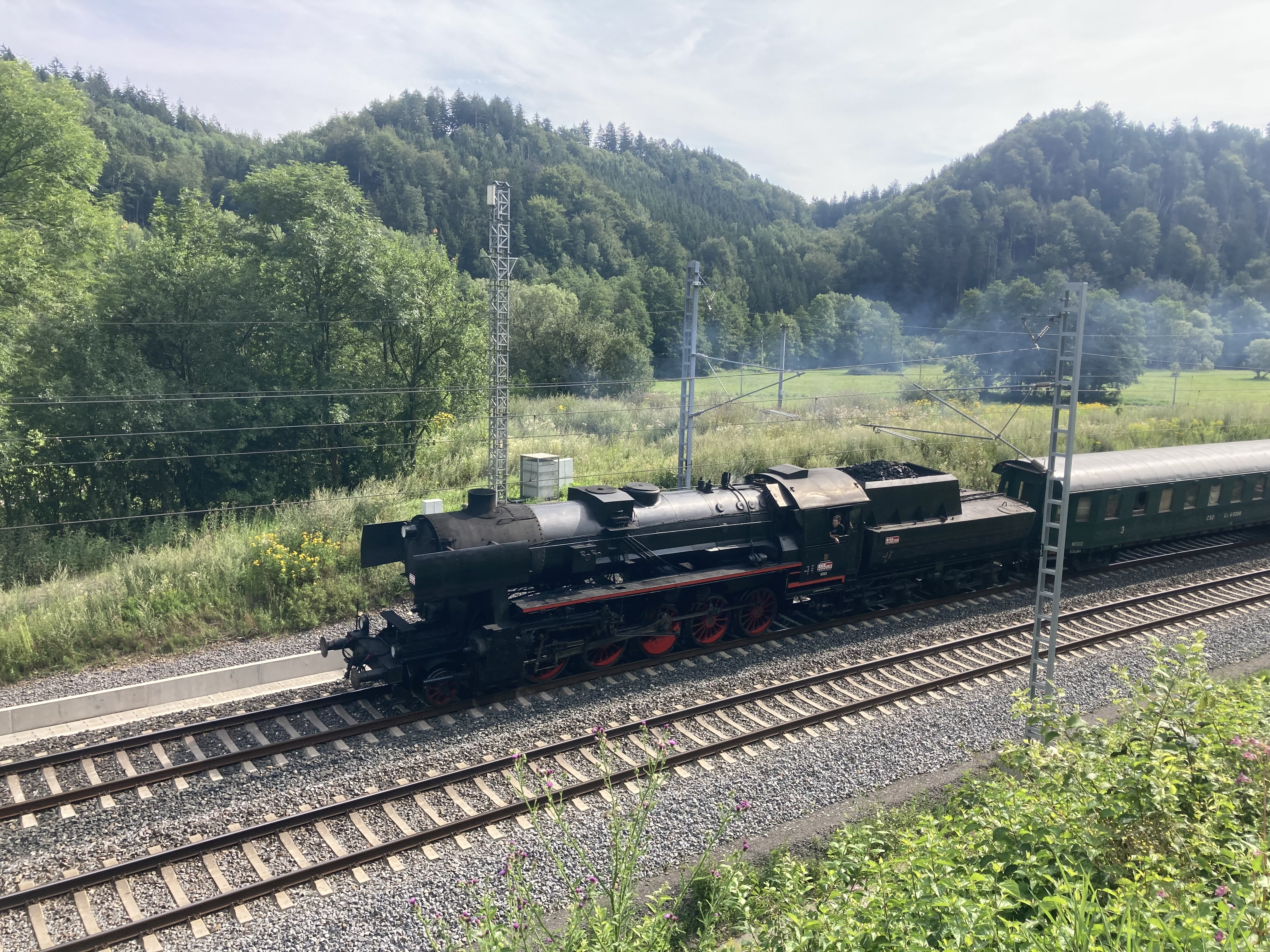

Lokomotiva byla vyrobena v roce 1944 ve Floridsdorfu s výrobním číslem 16968, byla předána DRB a označena 52.7620. Po válce zůstala v Československu jako válečná kořist. V roce 1960 byla prodána do Jugoslávie do uhelných dolů Kreka. Dostala nové značení 33-502 a pracovala tam až do roku 1990. V roce 1991 ji (spolu s dalšími pěti lokomotivami stejné řady) zakoupil rakouský spolek 1. ÖSEK, od něj lokomotivu v roce 2001 odkoupil KHKD. Mezi říjnem 2001 a listopadem 2002 prošla lokomotiva generální opravou v dílnách ŽOS České Velenice. Technicko-bezpečnostní zkoušku vykonala v únoru 2003.
Vzhledem k tomu, že se v té době jednalo o jedinou provozní „Němku“ v Česku, byla velmi žádaná filmaři, především pro natáčení filmů z období 2. světové války. Hrála například ve filmu Poslední vlak z roku 2006.